# Cornelis Beeldemaker
Cornelis Beeldemaker (Leiden, gedoopt 20 november 1671 - Middelburg (?), tussen 1736 en 1738) was een Nederlands kunstschilder.

## Leven en werk
Beeldemaker was een lid van de familie Beeldemaker en een zoon van de kunstschilder Adriaen Cornelisz. Beeldemaker. Hij was een leerling van zijn vader en zou ook een leraar van zijn oudere broer Frans geweest zijn. Hij werkte van 1689 tot 1735 in Den Haag waar hij in 1689 ook op de academie zat, daarna in Middelburg (1736) in welke laatste plaats hij vermoedelijk ook overleed, tussen 1736 en 1738.
Beeldemaker schilderde in olieverf en specialiseerde zich in landschappen.
- Biografisch Portaal: 38002794
- RKD-Nederlands Instituut voor Kunstgeschiedenis: 5750
- Union List of Artist Names: 500034930
- Virtual International Authority File: 95897679